# Brahmenau
Brahmenau là một đô thị ở huyện Greiz, ở bang Thüringen, Đức. Đô thị này có diện tích 6,88 km², dân số thời điểm ngày 31 tháng 12 năm 2006 là 1058 người.